# Université des sciences et technologies de Hong Kong
L'Université des sciences et technologies de Hong Kong (en anglais The Hong Kong University of Science and Technology, HKUST ; en chinois traditionnel : 香港科技大學 ; pinyin : Xiānggǎng kējì dàxué, abrégé en Gangkeda) est une université publique fondée à Hong Kong en 1991. C'est l'une des onze universités de Hong Kong.
HKUST est généralement considérée comme l'une des universités à la croissance la plus rapide au monde et est régulièrement classée parmi les 50 ou 100 meilleures universités du monde,.

## Organisation
Elle comporte cinq écoles : les écoles de business & management, de sciences, d'humanités et sciences sociales, d'ingénierie, ainsi que la HKUST Fok Ying Tung Graduate School, et rassemble en septembre 2021 un total de 10 390 étudiants de premier cycle et 6 458 étudiants postgraduate.

## Réputation et classements

### Classements généraux
HKUST a été classée 23e institution mondiale dans le dernier classement normalisé des principales institutions universitaires du Nature Index publié en 2019.
HKUST a été classée 47e mondial dans le QSWUR 2025, 58e mondial dans le classement THEWUR 2023, 95e mondial dans le USNWR 2023 et dans le rang 201-300 du ARWU 2024.
HKUST a été classée 27e mondial et deuxième à Hong Kong par le QS 2021.
HKUST a été classée no 1 en Asie par le classement régional indépendant des universités QS:Asie pendant trois années consécutives entre 2011 et 2013,.
Le classement mondial de réputation du classement THE de 2018 le considérait comme le deuxième établissement le mieux réputé sur le territoire, alors qu'il était premier dans l'enquête du programme d'opinion publique de HKU (2016).

### Classement des jeunes universités
En tant que l'une des institutions à la croissance la plus rapide au monde, HKUST s'est classée 1ère dans le classement des jeunes universités du Times Higher Education en 2019 et 2ème par le QS parmi les universités mondiales de moins de 50 ans en 2020,.

## Personnalités liées

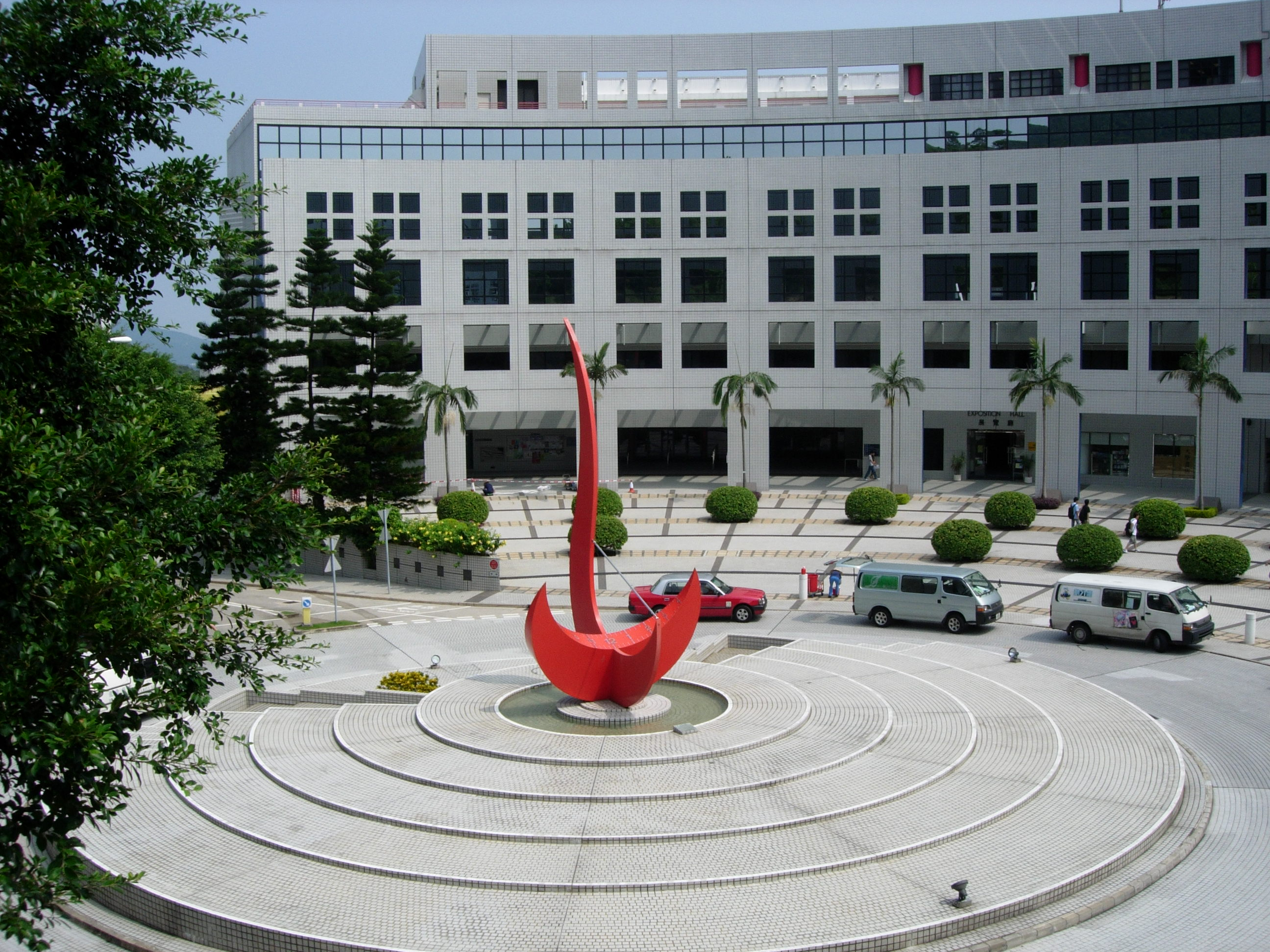
Entrée de l'université avec le cadran solaire rouge (2005).

### Anciens étudiants
- Xin Zhang (en), professeur de génie mécanique, de génie électrique et informatique, de génie biomédical, de science et d'ingénierie des matériaux, et du Photonics Center de l'Université de Boston.
- Tinglong Dai (en), professeur de gestion des opérations et d'analyse commerciale à la Carey Business School, Université Johns Hopkins
- Douglas Woo (en), président-directeur général de Wheelock & Co. et directeur général de sa filiale Wheelock Properties et de plusieurs autres filiales.
- Frank Wang (en), entrepreneur milliardaire, ingénieur et fondateur et PDG de la société technologique DJI basée à Shenzhen, le plus grand fabricant mondial de drones commerciaux.
- Corinne Le Goff, dirigeante de sociétés dans le domaine pharmaceutique.

## Honneur
L'astéroïde (202784) Gangkeda est nommé en son honneur.